# Darren Lill
Darren Lill (Grahamstown, 20 d'agost de 1982) és un ciclista sud-africà que fou professional del 2001 al 2012. En el seu palmarès destaca el Campionat africà en ruta i el nacional en ruta.

## Palmarès
- 2003
  - Vencedor d'una etapa al Giro del Cap
- 2005
  - 1r al 94.7 Cycle Challenge
- 2006
  - Campió d'Àfrica en ruta
- 2007
  - 1r al Nevada City Classic
  - Vencedor d'una etapa al Mount Hood Cycling Classic
- 2008
  - Vencedor d'una etapa al Mount Hood Cycling Classic
- 2009
  - 1r al Tour de Bisbee i vencedor d'una etapa
  - Vencedor d'una etapa al Tour de Utah
- 2010
  - 1r al Tour de Bisbee i vencedor d'una etapa
  - Vencedor d'una etapa al Tour de Gila
- 2011
  - Medalla d'or als Jocs africans en contrarellotge per equips
  -  Campió de Sud-àfrica en ruta
  - Vencedor d'una etapa a la Volta a Sud-àfrica
- 2012
  - 1r al Tour de Ruanda i vencedor de 2 etapes